# 福海西站 (地铁)
福海西站是一个属于深圳地铁12号线的地铁車站，位于中华人民共和国廣東省深圳市宝安区福海街道桥和路与松福大道交叉路口，沿桥和路呈东西走向。
本站于2022年11月28日随深圳地铁12号线一同正式启用。

## 车站结构
福海西站为地下二层12m岛式车站，整体设置于桥和路地下。本站位于穗深城际铁路高架桥正下方，为全国首例在铁路高架桥下建设的地铁车站。

### 楼层
| 地面              | -    | 出入口                                                                                                |
| 地下一层          | 站厅 | 售票机、客务中心、车站控制室                                                                          |
| 地下二层          | 月台 | \| \| \| 12號線往松岗（国展） \| \| 島式 · 開左邊车门 \| \| \| \| \| \| 12號線往左炮台东（桥头西） \| |
|                   |      | 12號線往松岗（国展）                                                                                  |
| 島式 · 開左邊车门 |      | |
|                   |      | 12號線往左炮台东（桥头西）                                                                            |

### 出入口
福海西站共設有四个出入口，其中C、D出入口设有垂直电梯，C口设有卫生间。
| 出口编号及设施                                          | 主出口图片 | 垂直电梯图片 | 建议前往的目的地                                                                          |
| ------------------------------------------------------- | ---------- | ------------ | ----------------------------------------------------------------------------------------- |
| 出口 · A · 盲道标志 · 扶手电梯标志                      |            | 不适用       | 桥和路南侧（西） 松福大道西侧（南） 德金花园 德金工业园                                   |
| 出口 · B · 盲道标志 · 扶手电梯标志                      |            | 不适用       | 桥和路南侧（东） 松福大道东侧（南） 百港城·和平中心 和平大友工贸大厦                      |
| · 坡道位于垂直电梯处                                    |            |              | 桥和路北侧（西） 松福大道西侧（北） 珠三角城际福海西站（B进站口） 福海街道办事处行 和平村 |
| · 坡道位于垂直电梯处                                    |            |              | 桥和路北侧（东） 松福大道东侧（北） 珠三角城际福海西站（C进站口） 和泰工业区              |
| 註： 設有 \| 設有 \| 設有 \| 設有扶手電梯 \| 設有洗手間 |            |              |                                                                                           |

### 车站艺术
- 12号线海上田园东方向站台

## 历史

### 规划和建设
2018年01月23日，深圳市地铁集团有限公司发布《深圳市城市轨道交通12号线工程环境影响报告书》，其中包含本站，工程名为和平站，原因为本站位于和平村附近。
2019年12月4日，本站主体结构顺利封顶。
2022年4月22日，深圳市规划和自然资源局发布《关于〈深圳市轨道四期相关线路站名规划〉批准方案的公告》，其中本站改名为福海西站，原因为与城际铁路车站统一。
2022年6月22日，12号线首批单位工程暨人防工程顺利通过验收。

## 接驳交通

### 珠三角城际
穗深城际铁路于本站北侧约100m处设福海西站，乘客可出闸后步行前往城际车站。

## 相关图像
（待补充）